# Orchestra sinfonica del teatro Mariinskij
L’Orchestra sinfonica del teatro Mariinskij o più semplicemente Orchestra Mariinskij (in epoca sovietica Orchestra Kirov) è un'orchestra sinfonica che ha sede nel Teatro Mariinskij di San Pietroburgo. L'orchestra fu fondata nel 1783 sotto il regno di Caterina II con il nome di Orchestra dell'Opera imperiale russa. L'orchestra è una delle più antiche istituzioni musicali russe.
Nel 1935 Stalin cambiò il nome del teatro, e quindi dell'orchestra, in "Kirov", in onore di Sergej Kirov, il primo segretario del Partito Comunista di Leningrado, ucciso nel 1934.
Nel 1992, dopo la fine dell'Unione Sovietica, il teatro e l'orchestra tornarono a chiamarsi "Mariinskij".
L'attuale direttore artistico del teatro e dell'orchestra è Valerij Gergiev, sotto la cui direzione l'Orchestra è diventata una delle più importanti orchestre sinfoniche russe e mondiali.